# Чемпионат Европы по футболу 2014 среди юношей до 17 лет (отборочный турнир, отборочный раунд)
Квалификационный раунд юношеского чемпионата Европы по футболу 2014 стал первым раундом отборочного турнира к финальной стадии чемпионата Европы по футболу среди юношей до 17 лет 2014.
52 команды были поделены на 13 групп по 4 в каждой, одна из команд в каждой группе принимала у себя все матчи группы. Команды, занявшие 1 и 2 места в каждой группе и одна команда, набравшая наибольшее количество очков среди занявших 3 места, прошли в элитный раунд. Мальта автоматически попала в финальную часть на правах хозяина, Германия автоматически прошла в элитный раунд как команда с наивысшим коэффициентом. Жеребьевка квалификационного раунда прошла 5 декабря 2012 года в Ньоне, Швейцария. Матчи прошли осенью 2013 года.

## Жеребьёвка
52 команды, участвующие в квалификационном раунде, были поделены на 2 корзины соответственно рейтингу юношеских сборных до 17 лет. До жеребьёвки УЕФА подтвердил, что по политическим причинам, Армения и Азербайджан не будут принимать матчи своих групп, если они попадут в одну группу из-за конфликта на территории Нагорного Карабаха, так же как и Грузия и Россия из-за конфликта на территории Южной Осетии, также Испания и Гибралтар из-за конфликта по статусу Гибралтара.
| Корзина A | Корзина B |
| --- | --- |
| - Англия - Франция - Нидерланды - Испания - Чехия - Португалия - Дания - Сербия - Грузия - Венгрия - Бельгия - Турция - Греция - Швейцария - Ирландия - Италия - Хорватия - Румыния - Польша - Исландия - Норвегия - Северная Ирландия - Швеция - Шотландия - Россия - Беларусь | - Словакия - Австрия - Украина - Люксембург - Босния и Герцеговина - Финляндия - Израиль - Болгария - Уэльс - Литва - Черногория - Азербайджан - Словения - Казахстан - Албания - Эстония - Армения - Македония - Республика Кипр - Латвия - Фарерские острова - Андорра - Молдова - Сан-Марино - Лихтенштейн - Гибралтар |

## Группы

### Группа 1
| Поз | Команда     | И | В | Н | П | МЗ | МП | РМ | О | Квалификация  |
| --- | ----------- | - | - | - | - | -- | -- | -- | - | ------------- |
| 1   | Румыния     | 3 | 3 | 0 | 0 | 4  | 0  | +4 | 9 | Элитный раунд |
| 2   | Албания (Х) | 3 | 1 | 1 | 1 | 2  | 2  | 0  | 4 | Элитный раунд |
| 3   | Беларусь    | 3 | 1 | 0 | 2 | 2  | 4  | −2 | 3 |               |
| 4   | Финляндия   | 3 | 0 | 1 | 2 | 0  | 2  | −2 | 1 |               |

| Беларусь           | 1–0  | Финляндия |
| ------------------ | ---- | --------- |
| Артём Васильев 67′ | УЕФА |           |

| Румыния                | 1–0  | Албания |
| ---------------------- | ---- | ------- |
| Виргил-Андрей Иван 48′ | УЕФА |         |

| Финляндия | 0–1  | Румыния                |
| --------- | ---- | ---------------------- |
|           | УЕФА | Виргил-Андрей Иван 76′ |

| Беларусь             | 1–2  | Албания                              |
| -------------------- | ---- | ------------------------------------ |
| Александр Козлов 37′ | УЕФА | Ардит Толи 22′ · Франц Бакалли 80+5′ |

| Румыния                                  | 2–0  | Беларусь |
| ---------------------------------------- | ---- | -------- |
| Александру Стойка 13′ · Михай Маня 80+2′ | УЕФА |          |

| Албания | 0–0  | Финляндия |
| ------- | ---- | --------- |
|         | УЕФА |           |

### Группа 2
| Поз | Команда   | И | В | Н | П | МЗ | МП | РМ | О | Квалификация  |
| --- | --------- | - | - | - | - | -- | -- | -- | - | ------------- |
| 1   | Италия    | 3 | 2 | 1 | 0 | 5  | 1  | +4 | 7 | Элитный раунд |
| 2   | Швеция    | 3 | 1 | 1 | 1 | 3  | 3  | 0  | 4 | Элитный раунд |
| 3   | Украина   | 3 | 0 | 2 | 1 | 2  | 3  | −1 | 2 | Элитный раунд |
| 4   | Литва (Х) | 3 | 0 | 2 | 1 | 1  | 4  | −3 | 2 |               |

| Италия                  | 2–1  | Украина                |
| ----------------------- | ---- | ---------------------- |
| Джузеппе Панико 3′, 61′ | УЕФА | Ростислав Тарануха 39′ |

| Швеция                                         | 3–0  | Литва |
| ---------------------------------------------- | ---- | ----- |
| Тшутшу Тшакасуа 35′, 73′ · Лав Рейтерсверд 39′ | УЕФА |       |

| Италия | 0–0  | Литва |
| ------ | ---- | ----- |
|        | УЕФА |       |

| Украина | 0–0  | Швеция |
| ------- | ---- | ------ |
|         | УЕФА |        |

| Швеция | 0–3  | Италия                                                               |
| ------ | ---- | -------------------------------------------------------------------- |
|        | УЕФА | Джузеппе Панико 27′ · Мануэль Локателли 36′ · Федерико Каронте 80+1′ |

| Литва                     | 1–1  | Украина               |
| ------------------------- | ---- | --------------------- |
| Дмитрий Фастов 38′ (авт.) | УЕФА | Ростислав Тарануха 1′ |

† Матч между сборными Украины и Швеции должен был быть сыгран 21 октября, однако был перенесён на следующий день из-за сильного ливня.

### Группа 3
| Поз | Команда     | И | В | Н | П | МЗ | МП | РМ  | О | Квалификация  |
| --- | ----------- | - | - | - | - | -- | -- | --- | - | ------------- |
| 1   | Франция     | 3 | 2 | 1 | 0 | 7  | 2  | +5  | 7 | Элитный раунд |
| 2   | Чехия       | 3 | 2 | 0 | 1 | 7  | 5  | +2  | 6 | Элитный раунд |
| 3   | Израиль (Х) | 3 | 1 | 1 | 1 | 12 | 6  | +6  | 4 |               |
| 4   | Лихтенштейн | 3 | 0 | 0 | 3 | 0  | 13 | −13 | 0 |               |

| Чехия                                               | 4–2  | Израиль                                 |
| --------------------------------------------------- | ---- | --------------------------------------- |
| Матей Пулкраб 34′, 39′, 47′ · Ондржей Мигалик 80+4′ | УЕФА | Рани Хамзи 22′ (пен.) · Эрез Исаков 53′ |

| Франция                              | 2–0  | Лихтенштейн |
| ------------------------------------ | ---- | ----------- |
| Ромен Ямрозик 17′ · Энок Кватенг 62′ | УЕФА |             |

| Чехия                                                           | 3–0  | Лихтенштейн |
| --------------------------------------------------------------- | ---- | ----------- |
| Иржи Янушка 7′ · Элиас Куадерер 27′ (авт.) · Давид Штепанек 79′ | УЕФА |             |

| Израиль                        | 2–2  | Франция                |
| ------------------------------ | ---- | ---------------------- |
| Раз Ижак 18′ · Амит Зенати 27′ | УЕФА | Усман Дембеле 43′, 58′ |

| Франция                                               | 3–0  | Чехия |
| ----------------------------------------------------- | ---- | ----- |
| Арно Лусамба 29′ (пен.) · Аллан Сен-Максимен 36′, 51′ | УЕФА |       |

| Лихтенштейн | 0–8  | Израиль                                                                          |
| ----------- | ---- | -------------------------------------------------------------------------------- |
|             | УЕФА | Раз Ижак 4′, 28′, 29′, 33′, 62′ · Эйлон Иерушальми 15′, 78′ · Эден Гершкович 48′ |

### Группа 4
| Поз | Команда      | И | В | Н | П | МЗ | МП | РМ | О | Квалификация  |
| --- | ------------ | - | - | - | - | -- | -- | -- | - | ------------- |
| 1   | Шотландия    | 3 | 2 | 1 | 0 | 5  | 2  | +3 | 7 | Элитный раунд |
| 2   | Уэльс        | 3 | 1 | 2 | 0 | 8  | 5  | +3 | 5 | Элитный раунд |
| 3   | Словения (Х) | 3 | 1 | 0 | 2 | 5  | 8  | −3 | 3 |               |
| 4   | Венгрия      | 3 | 0 | 1 | 2 | 8  | 11 | −3 | 1 |               |

| Шотландия                         | 3–1  | Словения         |
| --------------------------------- | ---- | ---------------- |
| Крейг Уайтон 40′ (пен.), 42′, 71′ | УЕФА | Лука Шушняра 53′ |

| Венгрия                                                                             | 5–5  | Уэльс                                                                                            |
| ----------------------------------------------------------------------------------- | ---- | ------------------------------------------------------------------------------------------------ |
| Роланд Шаллаи 19′ · Алекс Дамашди 26′, 31′ · Дьёрдь Хуршан 38′ · Бенце Павкович 52′ | УЕФА | Джо Моррелл 12′ (пен.) · Кьян Хэррис 50′ · Дэниел Джеймс 59′ · Харри Уилсон 62′ · Йоан Эванс 80′ |

| Шотландия | 0–0  | Уэльс |
| --------- | ---- | ----- |
|           | УЕФА |       |

| Словения                                                | 4–2  | Венгрия                                |
| ------------------------------------------------------- | ---- | -------------------------------------- |
| Ян Репас 12′ · Давид Тиянич 31′, 52′ · Лука Шушняра 72′ | УЕФА | Бонифац Чонка 68′ · Бенце Павкович 77′ |

| Венгрия           | 1–2  | Шотландия           |
| ----------------- | ---- | ------------------- |
| Роланд Шаллаи 38′ | УЕФА | Грег Килти 37′, 66′ |

| Уэльс                                    | 3–0  | Словения |
| ---------------------------------------- | ---- | -------- |
| Харри Уилсон 37′, 66′ · Джордж Томас 78′ | УЕФА |          |

### Группа 5
| Поз | Команда                  | И | В | Н | П | МЗ | МП | РМ | О | Квалификация  |
| --- | ------------------------ | - | - | - | - | -- | -- | -- | - | ------------- |
| 1   | Португалия               | 3 | 3 | 0 | 0 | 5  | 1  | +4 | 9 | Элитный раунд |
| 2   | Босния и Герцеговина (Х) | 3 | 1 | 1 | 1 | 2  | 2  | 0  | 4 | Элитный раунд |
| 3   | Хорватия                 | 3 | 1 | 0 | 2 | 1  | 3  | −2 | 3 |               |
| 4   | Черногория               | 3 | 0 | 1 | 2 | 1  | 3  | −2 | 1 |               |

| Хорватия            | 1–0  | Черногория |
| ------------------- | ---- | ---------- |
| Марко Мрконич 80+2′ | УЕФА |            |

| Португалия           | 2–0  | Босния и Герцеговина |
| -------------------- | ---- | -------------------- |
| Идриса Самбу 9′, 16′ | УЕФА |                      |

| Хорватия | 0–2  | Босния и Герцеговина                       |
| -------- | ---- | ------------------------------------------ |
|          | УЕФА | Карло Плантак 12′ (авт.) · Санин Лелич 76′ |

| Черногория          | 1–2  | Португалия                                           |
| ------------------- | ---- | ---------------------------------------------------- |
| Никола Вуинович 56′ | УЕФА | Педру Родригиш 50′ (пен.) · Педру Делгаду 77′ (пен.) |

| Португалия        | 1–0  | Хорватия |
| ----------------- | ---- | -------- |
| Ренату Саншеш 24′ | УЕФА |          |

| Босния и Герцеговина | 0–0  | Черногория |
| -------------------- | ---- | ---------- |
|                      | УЕФА |            |

### Группа 6
| Поз | Команда    | И | В | Н | П | МЗ | МП | РМ | О | Квалификация  |
| --- | ---------- | - | - | - | - | -- | -- | -- | - | ------------- |
| 1   | Сербия (Х) | 3 | 2 | 1 | 0 | 10 | 1  | +9 | 7 | Элитный раунд |
| 2   | Греция     | 3 | 2 | 1 | 0 | 4  | 1  | +3 | 7 | Элитный раунд |
| 3   | Эстония    | 3 | 1 | 0 | 2 | 4  | 7  | −3 | 3 |               |
| 4   | Андорра    | 3 | 0 | 0 | 3 | 0  | 9  | −9 | 0 |               |

| Греция                                                                       | 3–1  | Эстония          |
| ---------------------------------------------------------------------------- | ---- | ---------------- |
| Василиос Ангелопулос 42′ · Анастасиос Димитриадис 57′ · Андреас Ксирос 80+3′ | УЕФА | Маттиас Кяйт 80′ |

| Сербия | 6–0  | Андорра |
| --- | ---- | ------- |
| Страхиня Каришич 10′ · Лука Йович 27′, 32′ · Иван Шапонич 51′ · Борко Дуроньич 70′ · Милош Златкович 80+3′ (пен.) | УЕФА |         |

| Греция                  | 1–0  | Андорра |
| ----------------------- | ---- | ------- |
| Антониос Статопулос 79′ | УЕФА |         |

| Эстония      | 1–4  | Сербия                                                       |
| ------------ | ---- | ------------------------------------------------------------ |
| Ян Кокла 26′ | УЕФА | Иван Шапонич 29′ · Лука Йович 42′, 69′ · Марко Мияйлович 50′ |

| Сербия | 0–0  | Греция |
| ------ | ---- | ------ |
|        | УЕФА |        |

| Андорра | 0–2  | Эстония                  |
| ------- | ---- | ------------------------ |
|         | УЕФА | Эдуард Головлёв 52′, 72′ |

### Группа 7
| Поз | Команда     | И | В | Н | П | МЗ | МП | РМ  | О | Квалификация  |
| --- | ----------- | - | - | - | - | -- | -- | --- | - | ------------- |
| 1   | Англия      | 3 | 3 | 0 | 0 | 18 | 0  | +18 | 9 | Элитный раунд |
| 2   | Ирландия    | 3 | 2 | 0 | 1 | 6  | 7  | −1  | 6 | Элитный раунд |
| 3   | Армения (Х) | 3 | 1 | 0 | 2 | 2  | 7  | −5  | 3 |               |
| 4   | Гибралтар   | 3 | 0 | 0 | 3 | 2  | 14 | −12 | 0 |               |

| Англия                                                            | 4–0  | Армения |
| ----------------------------------------------------------------- | ---- | ------- |
| Патрик Робертс 3′ · Адам Армстронг 32′, 80′ · Доминик Соланке 75′ | УЕФА |         |

| Ирландия                                                        | 4–1  | Гибралтар       |
| --------------------------------------------------------------- | ---- | --------------- |
| Томас Холланд 26′ · Шейн Элуорти 31′, 36′ · Стивен Кинселла 68′ | УЕФА | Джордж Уинк 17′ |

| Гибралтар | 0–8  | Англия |
| --------- | ---- | --- |
|           | УЕФА | Адам Армстронг 29′, 34′ · Шейи Оджо 36′ · Доминик Соланке 42′, 74′ · Том Брюитт 48′ · Айзая Браун 52′ · Патрик Робертс 62′ |

| Ирландия                                      | 2–0  | Армения |
| --------------------------------------------- | ---- | ------- |
| Джорджи Пойнтон 30′ (пен.) · Джесс Деверс 59′ | УЕФА |         |

| Англия                                                                                   | 6–0  | Ирландия |
| ---------------------------------------------------------------------------------------- | ---- | -------- |
| Айзая Браун 19′, 52′ · Адам Армстронг 37′, 44′ · Патрик Робертс 57′ · Райан Ледсон 80+1′ | УЕФА |          |

| Армения                                     | 2–1  | Гибралтар       |
| ------------------------------------------- | ---- | --------------- |
| Ованнес Илангёзян 66′ · Ованнес Паносян 76′ | УЕФА | Джордж Уинк 12′ |

### Группа 8
| Поз | Команда             | И | В | Н | П | МЗ | МП | РМ | О | Квалификация  |
| --- | ------------------- | - | - | - | - | -- | -- | -- | - | ------------- |
| 1   | Испания             | 3 | 3 | 0 | 0 | 6  | 0  | +6 | 9 | Элитный раунд |
| 2   | Норвегия            | 3 | 1 | 1 | 1 | 5  | 5  | 0  | 4 | Элитный раунд |
| 3   | Республика Кипр (Х) | 3 | 1 | 0 | 2 | 4  | 5  | −1 | 3 |               |
| 4   | Молдова             | 3 | 0 | 1 | 2 | 1  | 6  | −5 | 1 |               |

| Норвегия                                                                            | 4–2  | Республика Кипр                     |
| ----------------------------------------------------------------------------------- | ---- | ----------------------------------- |
| Сандер Свендсен 44′ (пен.) · Хокон Лорентцен 49′, 80+1′ · Маттиас Берг Йерстрём 57′ | УЕФА | Георгиос Христодулу 15′ (пен.), 67′ |

| Испания                                                         | 3–0  | Молдова |
| --------------------------------------------------------------- | ---- | ------- |
| Асьер Вильялибре 11′ · Серхи Каньос 14′ · Диего Альтамирано 23′ | УЕФА |         |

| Норвегия            | 1–1  | Молдова           |
| ------------------- | ---- | ----------------- |
| Хокон Лорентцен 16′ | УЕФА | Юрий Чеботарь 20′ |

| Республика Кипр | 0–1  | Испания        |
| --------------- | ---- | -------------- |
|                 | УЕФА | Хорхе Мере 68′ |

| Испания                                 | 2–0  | Норвегия |
| --------------------------------------- | ---- | -------- |
| Асьер Вильялибре 53′ · Серхи Каньос 65′ | УЕФА |          |

| Молдова | 0–2  | Республика Кипр                               |
| ------- | ---- | --------------------------------------------- |
|         | УЕФА | Андреас Франгос 17′ · Георгиос Христодулу 23′ |

### Группа 9
| Поз | Команда               | И | В | Н | П | МЗ | МП | РМ | О | Квалификация  |
| --- | --------------------- | - | - | - | - | -- | -- | -- | - | ------------- |
| 1   | Турция                | 3 | 2 | 1 | 0 | 5  | 2  | +3 | 7 | Элитный раунд |
| 2   | Латвия                | 3 | 2 | 0 | 1 | 3  | 1  | +2 | 6 | Элитный раунд |
| 3   | Северная Ирландия (Х) | 3 | 1 | 0 | 2 | 3  | 4  | −1 | 3 |               |
| 4   | Люксембург            | 3 | 0 | 1 | 2 | 3  | 7  | −4 | 1 |               |

| Турция                              | 2–2  | Люксембург                                    |
| ----------------------------------- | ---- | --------------------------------------------- |
| Хайрулла Алыджы 16′ · Энес Унал 44′ | УЕФА | Клаудио Айрес Соуза 9′ · Йефф Флис 15′ (пен.) |

| Северная Ирландия | 0–1  | Латвия             |
| ----------------- | ---- | ------------------ |
|                   | УЕФА | Никита Юхневич 27′ |

| Латвия | 0–1  | Турция        |
| ------ | ---- | ------------- |
|        | УЕФА | Энес Унал 74′ |

| Северная Ирландия                                      | 3–1  | Люксембург      |
| ------------------------------------------------------ | ---- | --------------- |
| Адам Салли 1′ · Джордан Томпсон 32′ · Эндрю Муни 80+4′ | УЕФА | Элвис Соуза 57′ |

| Турция                              | 2–0  | Северная Ирландия |
| ----------------------------------- | ---- | ----------------- |
| Энес Унал 53′ · Хайрулла Алыджы 66′ | УЕФА |                   |

| Люксембург | 0–2  | Латвия                                 |
| ---------- | ---- | -------------------------------------- |
|            | УЕФА | Виталий Вавилов 48′ · Крист Гулбис 57′ |

### Группа 10
| Поз | Команда     | И | В | Н | П | МЗ | МП | РМ | О | Квалификация  |
| --- | ----------- | - | - | - | - | -- | -- | -- | - | ------------- |
| 1   | Исландия    | 3 | 2 | 1 | 0 | 9  | 6  | +3 | 7 | Элитный раунд |
| 2   | Россия (Х)  | 3 | 2 | 0 | 1 | 4  | 3  | +1 | 6 | Элитный раунд |
| 3   | Словакия    | 3 | 1 | 0 | 2 | 7  | 8  | −1 | 3 |               |
| 4   | Азербайджан | 3 | 0 | 1 | 2 | 5  | 8  | −3 | 1 |               |

| Исландия                                                               | 3–3  | Азербайджан                                                          |
| ---------------------------------------------------------------------- | ---- | -------------------------------------------------------------------- |
| Виктор Карл Эйнарссон 20′ · Дарри Сигторссон 62′ · Эрнир Бьярнасон 72′ | УЕФА | Бенхур Кама 11′ · Эльнур Джафаров 50′ · Шахбан Джабраилов 68′ (пен.) |

| Россия                                            | 2–1  | Словакия           |
| ------------------------------------------------- | ---- | ------------------ |
| Максимилиан Проничев 22′ · Сергей Евтушенко 80+4′ | УЕФА | Николас Шпалек 76′ |

| Словакия                               | 2–4  | Исландия                                                                           |
| -------------------------------------- | ---- | ---------------------------------------------------------------------------------- |
| Любомир Горельчик 24′ · Якуб Крч 40+3′ | УЕФА | Виктор Карл Эйнарссон 15′ · Рагнар Мар Ларуссон 55′, 79′ · Альберт Гюдмюндссон 61′ |

| Россия               | 1–0  | Азербайджан |
| -------------------- | ---- | ----------- |
| Николай Обольский 6′ | УЕФА |             |

| Исландия                                             | 2–1  | Россия             |
| ---------------------------------------------------- | ---- | ------------------ |
| Гретар Снер Гуннарссон 31′ · Альберт Гюдмюндссон 50′ | УЕФА | Даниил Ямщиков 35′ |

| Азербайджан                                 | 2–4  | Словакия                                                                              |
| ------------------------------------------- | ---- | ------------------------------------------------------------------------------------- |
| Бенхур Кама 62′ (пен.) · Умар Акмурзаев 69′ | УЕФА | Любомир Горельчик 10′ · Якуб Крч 25′ · Николас Шпалек 68′ (пен.) · Давид Кондрлик 78′ |

### Группа 11
| Поз | Команда           | И | В | Н | П | МЗ | МП | РМ  | О | Квалификация  |
| --- | ----------------- | - | - | - | - | -- | -- | --- | - | ------------- |
| 1   | Нидерланды        | 3 | 3 | 0 | 0 | 17 | 0  | +17 | 9 | Элитный раунд |
| 2   | Грузия (Х)        | 3 | 2 | 0 | 1 | 5  | 2  | +3  | 6 | Элитный раунд |
| 3   | Фарерские острова | 3 | 1 | 0 | 2 | 1  | 6  | −5  | 3 |               |
| 4   | Сан-Марино        | 3 | 0 | 0 | 3 | 1  | 16 | −15 | 0 |               |

| Нидерланды                                                                              | 4–0  | Фарерские острова |
| --------------------------------------------------------------------------------------- | ---- | ----------------- |
| Марлон Слаббекорн 32′ · Веллингтон Верло 40′ · Сегюн Овобовале 46′ · Абдельхак Нури 54′ | УЕФА |                   |

| Грузия                                                          | 3–1  | Сан-Марино           |
| --------------------------------------------------------------- | ---- | -------------------- |
| Георгий Беридзе 8′ · Владимир Мамучашвили 19′ · Ника Лашхия 33′ | УЕФА | Андреа Таманьини 67′ |

| Сан-Марино | 0–12 | Нидерланды |
| ---------- | ---- | --- |
|            | УЕФА | Стивен Бергвейн 9′ · Дани ван дер Мот 23′, 59′, 71′ · Абдельхак Нури 25′ · Марлон Слаббекорн 33′ · Эзра Валиан 52′, 64′, 66′, 68′, 76′ · Сегюн Овобовале 78′ |

| Грузия                                     | 2–0  | Фарерские острова |
| ------------------------------------------ | ---- | ----------------- |
| Бека Микелтадзе 15′ · Георгий Жобава 80+5′ | УЕФА |                   |

| Нидерланды            | 1–0  | Грузия |
| --------------------- | ---- | ------ |
| Марлон Слаббекорн 26′ | УЕФА |        |

| Фарерские острова   | 1–0  | Сан-Марино |
| ------------------- | ---- | ---------- |
| Мейнхард Ольсен 76′ | УЕФА |            |

### Группа 12
| Поз | Команда   | И | В | Н | П | МЗ | МП | РМ | О | Квалификация  |
| --- | --------- | - | - | - | - | -- | -- | -- | - | ------------- |
| 1   | Швейцария | 3 | 2 | 1 | 0 | 7  | 0  | +7 | 7 | Элитный раунд |
| 2   | Австрия   | 3 | 2 | 0 | 1 | 4  | 4  | 0  | 6 | Элитный раунд |
| 3   | Дания (Х) | 3 | 1 | 1 | 1 | 1  | 2  | −1 | 4 |               |
| 4   | Казахстан | 3 | 0 | 0 | 3 | 0  | 6  | −6 | 0 |               |

| Дания                    | 1–0  | Казахстан |
| ------------------------ | ---- | --------- |
| Яко Расмуссен 35′ (пен.) | УЕФА |           |

| Швейцария                                                      | 4–0  | Австрия |
| -------------------------------------------------------------- | ---- | ------- |
| Альбиан Аети 10′, 80+2′ · Роберту Алвеш 31′ · Ардженд Кани 40′ | УЕФА |         |

| Казахстан | 0–3  | Швейцария                                        |
| --------- | ---- | ------------------------------------------------ |
|           | УЕФА | Альбиан Аети 26′, 51′ (пен.) · Роберту Алвеш 66′ |

| Дания | 0–2  | Австрия              |
| ----- | ---- | -------------------- |
|       | УЕФА | Синан Йылмаз 7′, 65′ |

| Швейцария | 0–0  | Дания |
| --------- | ---- | ----- |
|           | УЕФА |       |

| Австрия                                 | 2–0  | Казахстан |
| --------------------------------------- | ---- | --------- |
| Давид Гугганиг 28′ · Синан Йылмаз 40+1′ | УЕФА |           |

### Группа 13
| Поз | Команда       | И | В | Н | П | МЗ | МП | РМ | О | Квалификация  |
| --- | ------------- | - | - | - | - | -- | -- | -- | - | ------------- |
| 1   | Польша        | 3 | 3 | 0 | 0 | 8  | 2  | +6 | 9 | Элитный раунд |
| 2   | Бельгия       | 3 | 2 | 0 | 1 | 7  | 2  | +5 | 6 | Элитный раунд |
| 3   | Македония (Х) | 3 | 1 | 0 | 2 | 4  | 9  | −5 | 3 |               |
| 4   | Болгария      | 3 | 0 | 0 | 3 | 1  | 7  | −6 | 0 |               |

| Бельгия                               | 2–0  | Болгария |
| ------------------------------------- | ---- | -------- |
| Маттиас Веррет 2′ · Ландри Димата 69′ | УЕФА |          |

| Польша                                   | 3–2  | Македония                                   |
| ---------------------------------------- | ---- | ------------------------------------------- |
| Милош Козак 50′ · Артур Семашко 73′, 76′ | УЕФА | Бобан Георгиев 19′ · Страхиня Крстевски 43′ |

| Бельгия | 5–0  | Македония |
| --- | ---- | --------- |
| Марко Вейманс 20′ · Слободан Боцевски 26′ (авт.) · Айрон Веркиндере 43′ · Маттиас Веррет 48′ · Йефф Каллебаут 54′ | УЕФА |           |

| Болгария | 0–3  | Польша                                                    |
| -------- | ---- | --------------------------------------------------------- |
|          | УЕФА | Филип Ягелло 60′ · Артур Семашко 72′ · Октавиан Скжеч 74′ |

| Польша                                          | 2–0  | Бельгия |
| ----------------------------------------------- | ---- | ------- |
| Арно Версхюрен 25′ (авт.) · Адам Рычковский 55′ | УЕФА |         |

| Македония                                 | 2–1  | Болгария           |
| ----------------------------------------- | ---- | ------------------ |
| Стефан Евтовски 38′ · Петар Петковски 54′ | УЕФА | Ангел Максимов 77′ |

## Рейтинг команд, занявших третье место
При подсчёте очков учитываются матчи, сыгранные сборными с командами, занявшими первые два места в своих группах.
| Поз | Гр. | Команда           | И | В | Н | П | МЗ | МП | РМ | О | Квалификация  |
| --- | --- | ----------------- | - | - | - | - | -- | -- | -- | - | ------------- |
| 1   | 2   | Украина           | 2 | 0 | 1 | 1 | 1  | 2  | −1 | 1 | Элитный раунд |
| 2   | 3   | Израиль           | 2 | 0 | 1 | 1 | 4  | 6  | −2 | 1 |               |
| 3   | 12  | Дания             | 2 | 0 | 1 | 1 | 0  | 2  | −2 | 1 |               |
| 4   | 10  | Словакия          | 2 | 0 | 0 | 2 | 3  | 6  | −3 | 0 |               |
| 5   | 8   | Республика Кипр   | 2 | 0 | 0 | 2 | 2  | 5  | −3 | 0 |               |
| 6   | 1   | Беларусь          | 2 | 0 | 0 | 2 | 1  | 4  | −3 | 0 |               |
| 7   | 5   | Хорватия          | 2 | 0 | 0 | 2 | 0  | 3  | −3 | 0 |               |
| 8   | 9   | Северная Ирландия | 2 | 0 | 0 | 2 | 0  | 3  | −3 | 0 |               |
| 9   | 6   | Эстония           | 2 | 0 | 0 | 2 | 2  | 7  | −5 | 0 |               |
| 10  | 4   | Словения          | 2 | 0 | 0 | 2 | 1  | 6  | −5 | 0 |               |
| 11  | 13  | Македония         | 2 | 0 | 0 | 2 | 2  | 8  | −6 | 0 |               |
| 12  | 7   | Армения           | 2 | 0 | 0 | 2 | 0  | 6  | −6 | 0 |               |
| 13  | 11  | Фарерские острова | 2 | 0 | 0 | 2 | 0  | 6  | −6 | 0 |               |